# Masaoka Shiki

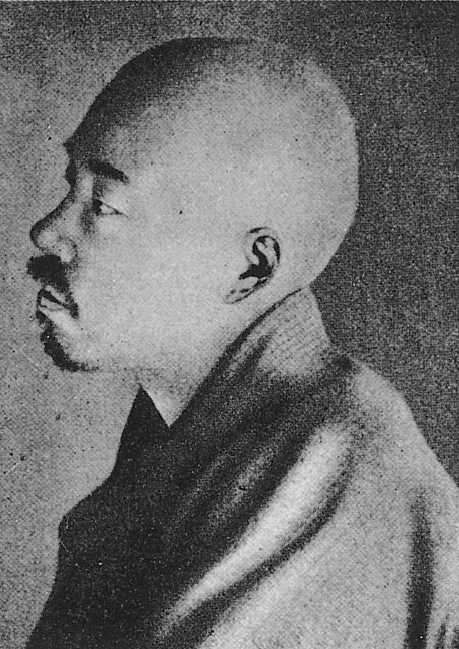
Masaoka Shiki

Masaoka Shiki (Japans: 正岡子規)  (Matsuyama, 17 september 1867 - Tokio, 19 september 1902) was een Japans dichter en essayist. Hij hervormde de haiku en de tanka.

## Van samoerai tot dichter
Masaoka Tsunenori werd in 1867 geboren te Matsuyama. Hij was de zoon van een verarmde samoeraifamilie. Zijn vader stierf toen Masaoka nog maar 5 jaar was. Na diens dood kwam Masaoka’s opvoeding in de handen van zijn grootvader van moederszijde, Ōhara Kanzan. Ōhara was een overtuigde samoerai en dat zou ook doorwerken in de opvoeding van Masaoka. Confucianisme en Chinese klassieken waren dagelijkse kost.
Toen Kanzan stierf, kreeg Masaoka de vrijheid om bredere interesses te ontwikkelen. Het essay en de roman verdrongen de confucianistische opvoeding, dat deze genres afkeurde, naar de achtergrond. Al bleven de Chinese klassieken Masaoka’s belangrijkste studieobject.
Het einde van de Edo-periode en daarmee ook van het feodale systeem bracht een ongekende vrijheid met zich mee. Masaoka profiteerde daar ten volste van en in 1882 verbreedde hij zijn horizon in politieke richting. Hij pleitte voor democratische ideologieën, maar de oude garde was nog niet uitgestorven en Masaoka kwam in aanvaring met de conservatieve directeur van zijn middelbare school.
In 1883 besloot Masaoka om naar Tokio te gaan. Overtuigd dat hij daar zijn politieke mening in alle vrijheid kon ventileren. Lang zou zijn interesse voor politiek echter niet meer duren. In 1885 las Masaoka een werk van Zhuang-zi en dat zette hem ertoe aan om filosofie te gaan studeren. Hoewel hij begeesterd aan zijn nieuwe studies begon, constateerde Masaoka dat hij niets bijleerde en viel zijn oog op esthetica. Esthetica als dusdanig boeide hem niet, maar Masaoka zag het wel als de ideale manier om zijn intellectuele en artistieke aanleg te combineren.
Nog in 1885 kwam er een revitalisering van de literatuur dankzij Tsubouchi Shōyō. Shōyō stelde dat literatuur een intrinsieke waarde had, maar vond dat de haiku en de tanka daar niet toe behoorden, omdat ze te kort waren om het complexe gedachtegoed van de moderne mens uit te drukken.
Masaoka dacht daar anders over. Gesteund door Spencers “De kortste zin is de beste” decreteerde Masaoka dat de korte poëzie juist de diepere betekenissen kon oproepen.
Vanaf eind 1885 werd Masaoka’s roeping duidelijk afgetekend. Hij verdedigde de haiku en schreef ze zelf als hobby. Zijn devotie voor de haikudichtvorm deed hem zijn universitaire opleiding verwaarlozen. Masaoka leidde een verarmd leven in een huis in Komagome. In 1892 slaagde hij niet voor zijn eindexamens en hij stopte zijn studies. Masaoka slaagde er wel in om haiku schrijven uit te bouwen tot zijn werk en werd haikuredacteur van de krant ‘Nippon’.
In 1894 brak de sino-Japanse oorlog uit en Masaoka kon als correspondent meereizen naar China, ook al was het hem afgeraden omwille van zijn zwakke gezondheid. In 1889 was Masaoka begonnen bloed op te hoesten (een teken van tuberculose). Op dat moment nam Masaoka de pennaam ‘Shiki’ aan. Shiki is sino-Japans voor ‘koekoek’ (in het Japans hototogisu), die volgens de legenden bloed ophoest wanneer hij zingt. Masaoka leefde zo actief dat het leek alsof er van ziekte geen sprake was.
Toen hij in 1895 naar Japan terugkeerde was zijn toestand zo verslechterd dat hij meteen naar het ziekenhuis werd gebracht. Tegen alle verwachtingen in verbeterde zijn toestand en besloot Masaoka terug te keren naar Matsuyama. Daar werd hij door een groep jonge haikuliefhebbers aangesteld tot mentor van hun Shō fū kai, ofwel ‘wind-in-de-naaldbomen-gemeenschap’. Aan hen introduceerde Masaoka zijn hervorming van de haiku die hij in 1892 had uitgewerkt.
Eind 1895 keerde Masaoka terug naar Tokio. Zijn toestand was erg verslechterd. “Ik word steeds wanhopiger, ik heb mijn toevlucht genomen tot het bevechten van literatuur tot de dood” schreef hij aan een vriend. Uit dit citaat blijkt ook dat Masaoka zich niet (enkel) als haikudichter beschouwde, maar als man van de literatuur of ‘bungakusha’.
In 1897 richtte Masaoka ‘Hototogisu’ op. Het was een magazine dat volledig gewijd werd aan zijn nieuwe haiku. Masaoka’s haiku werd algemeen bekend en zijn populariteit nam gestaag toe.
Tegen het einde van 1897 was Masaoka aan zijn bed gekluisterd en ging zijn conditie achteruit. Fysiek was Masaoka’s dagelijkse leven een hel. Zijn moeder en zus verzorgden hem ononderbroken. Dat nam niet weg dat hij mentaal zeer actief bleef. Na de kantjes van zijn haikuhervorming bijgeslepen te hebben begon hij aan zijn tankahervorming. Daarnaast hield hij zijn doodsstrijd bij in dagboeken. Verder hield hij zich nog bezig met schilderen.
In 1902 was Masaoka alleen nog in staat tot dicteren. Met de dood voor ogen en amper nog in staat te spreken laat hij door zijn dierbaren zijn doodshaiku opstellen. In de vroege morgen van 19 september 1902 sterft Masaoka Shiki.

## Invloed

### Hervorming van de haiku
Masaoka Shiki legde in de haiku 3 nadrukken:
- Haiku is literatuur (en staat dus op gelijke hoogte met de roman).
- Het moet realistisch (geschreven) zijn: ‘een sketch van het leven’; de kunstenaar moet de realiteit uitbeelden.
- Indien de haiku wil overleven, moet men durven de oude haiku meester(s) opzij te schuiven en zelf durven vernieuwen

Masaoka ging uit van het feit dat haiku’s ondanks hun beknoptheid de dieperliggende gevoelens van de moderne mens konden uitdrukken. Waarmee ze dus op hetzelfde niveau stonden als de roman. Masaoka verhief daarmee de haiku tot een voorheen ongekende hoogte. Men betwijfelde zelfs of het woord ‘haiku’ (letterlijk betekent het ‘een vrolijk vers’) nog de betekenis kon vatten die Masaoka eraan gaf. De traditionele gedachte was dat een haiku diende tot hulp bij het bereiken van de verlichting, stellen dat het om literatuur ging met ‘echte’ gevoelens van ‘echte’ mensen, met andere woorden realisme, strookte niet echt met het traditionele transcendente concept.
Verder vond Masaoka dat de haikudichter zich moest bezighouden met de realistische observatie en dat woordspelingen en fantasietjes daarbij niet nodig waren. Met een 'sketch van het leven' legde Masaoka de link naar de schilderkunst. Hij vond dat haiku en schilderkunst in wezen identieke kunsten waren. Haiku's werden daardoor de woordelijke extase van de kleurrijke momentopname van een schilderij en vice versa. Van Bashō nam hij het idee over dat men het beste haiku's schrijft door ‘gedichtenreisjes’ te maken.
Doorheen de geschiedenis van de haiku waren er maar een paar personen geweest die accenten legden: Matsuo Bashō, Yosa Buson en Kobayashi Issa. Masaoka/Shiki pleitte voor een eigen benadering van de haiku en geen slaafse navolging van de grootmeesters in het vak. Anders paste de inhoud niet meer in de moderne maatschappij en werden het enkel (zwakke) reproducties van beroemde haiku’s naar de hand van meesters.

### Hervorming van de tanka
Masaoka Shiki stelde dat:
- De tanka zijn artistieke isolatie moet beëindigen en (weer) een universele standaard in de literatuur moet worden.
- Men voor het schrijven ervan een breder gamma qua onderwerpen en woordenschat moet gebruiken, wilde de tanka overleven.
- De schrijver van tanka ook thuis moet zijn in de haiku en ze zelf ook schrijven.

Deze hervormingsmaatregelen deden het nodige stof opwaaien. Zelfs vanuit de hoek van de ‘Nippon’-redactie. Velen vonden dat Masaoka, als buitenstaander, de tanka te hard afbrak en hadden vernietigend commentaar op zijn essays. Vanzelfsprekend werd het hem ook niet in dank afgenomen door de gevestigde tankaschrijvers. Bij de jongere schrijvers stuitte hij vooral op onverschilligheid, maar het zou ook uit die groep zijn dat zich mensen aansloten bij Masaoka’s visie.

## Voornaamste werken
Haiku
- 寒山落木 (kanzan rakuboku) Koude bergen, wegkwijnende bomen.
- 俳句稿 (haiku kō) Haiku manuscripten.

Tanka
- 竹の里歌 (take no sato uta) Gedichten van het bamboedorp.
- 百中十首 (hyakuchū jisshu) Tien gedichten uit honderden.

Dagboek
- 墨汁一滴 (bokujū itteki) Een druppel inkt.
- 病牀六尺 (byōshō rokushaku) Het 6 voet lange ziekebed.
- 仰臥漫録 (gyōga manroku) Afdwalende schrijfsels bij mijn bedlegerigheid.

Roman
- 月の都 (tsuki no miyako) De hoofdstad in de maneschijn.

Essay
- 小園の記 (shōen no ki) Kronieken van het kleine tuintje.
- 飯待つ間 (meshi matsu aida) Wachtend op de lunch.
- 九月十四日の朝 (kugatsu jūyokka no asa ) De morgen van 14 september (1902).
- 我が病 (waga yamai) Mijn ziekte.